# Respiration

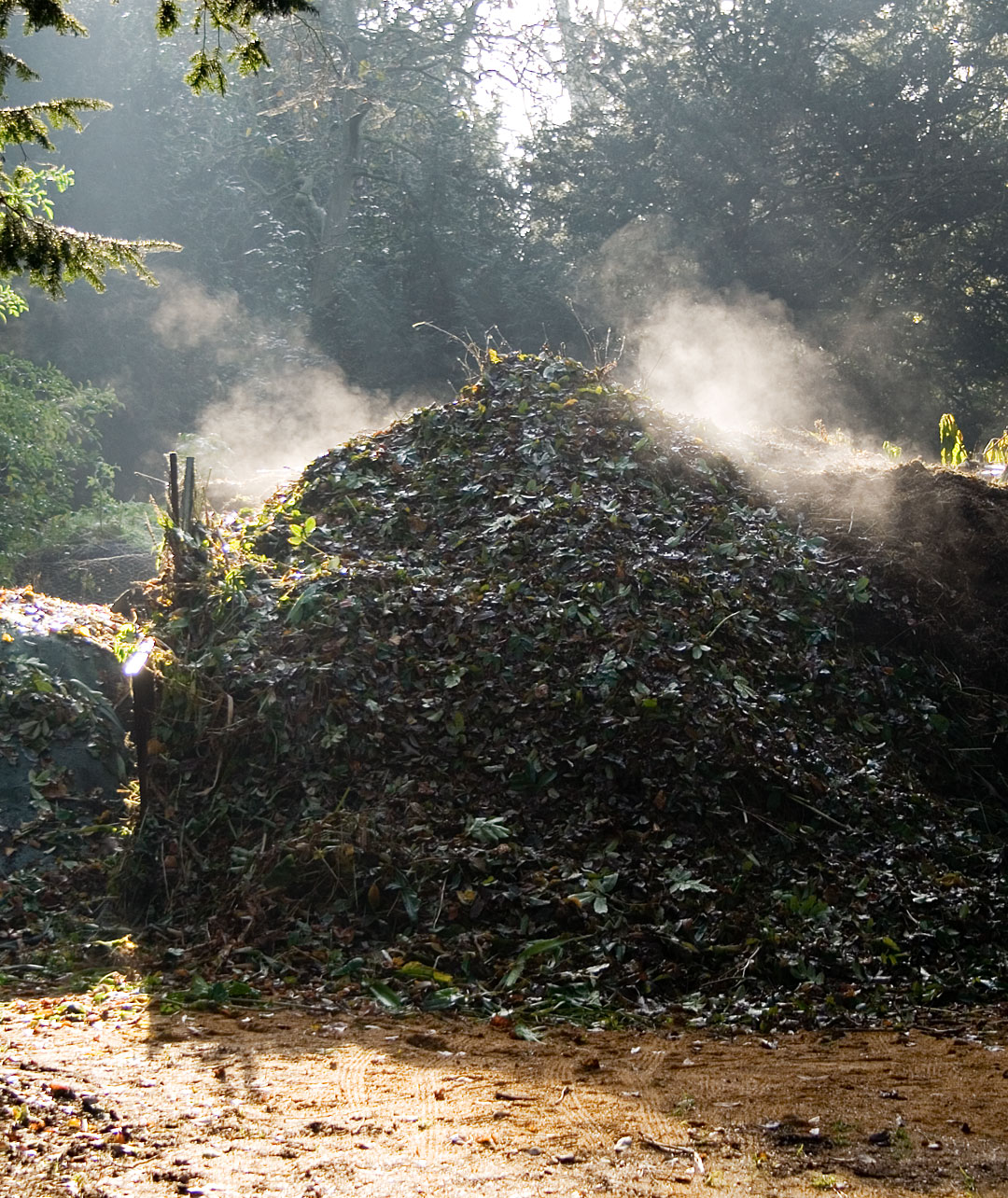
Vid respirationen frigivs en stor del av energin som värme. Det kan man exempelvis uppleva när man skall blanda om i komposten.

Respiration är den process där energi utvinns av tidigare lagrad näring, huvudsakligen glukos. Processen, som är kemisk, äger rum i cellerna. Termen är ofta använd som synonym till andning, men respirationen äger bara rum i cellerna. Därför kallas respiration ibland för cellandning, intern andning eller vävnadsandning, för att särskilja från andning.
Man skiljer mellan aerob respiration och anaerob respiration. Aerob respiration använder sig av syre, medan anaerob inte gör det. Hos djur är de första respirationsstegen anaeroba och omvandlas till pyrodruvsyra. Först senare oxideras syran aerobt och bryts ner till koldioxid och vatten.
Respirationen är katabolisk, det vill säga den bryter ner ämnen till mindre beståndsdelar. Motsatsen till katabolism är anabolism, där olika ämnen byggs ihop till nya via kemiska reaktioner. Den energi som respiration bildar används till anaboliska reaktioner som bygger upp proteiner.

## Aerob respiration
Aerob respiration kräver syre för reaktionen. Näringsmolekylerna förenas med syret i en process som kallas oxidation; näringen oxiderar. All näring innehåller kol-, väte- och syreatomer. Oxidationsprocessen konverterar kolet till koldioxid och vätet till vatten. Samtidigt frigörs energi som cellen kan använda till andra reaktioner.
Dessa 2 830 kilojoule är den mängd energi som man får av att oxidera 180 gram glukos till koldioxid och vatten. I cellerna frigörs inte all energi samtidigt, utan stegvis, där varje steg behöver sitt eget enzym, och där varje steg släpper lite energi. Stegen kan beskrivas som följande: I steg 1, har man en hel glukosmolekyl. I steg 2, binder specifika enzymer till molekylen och bryter ner den till två 3-kolmolekyler. Under nedbrytningen frigörs energi. Därefter i steg 3 - Krebs cykel - bryts dessa 3-kolmolekyler ner till koldioxid. Nedbrytningen frigör energi, och koldioxid bildas. Då har glukosen oxiderats till koldioxid och vatten, och all energi är utlöst.
Den aeroba respirationen äger rum i mitokondrierna, som genererar en viktig molekyl som kallas adenosintrifosfat (ATP). Celler i alla levande varelser använder sig av denna molekyl för att transportera energi till alla möjliga kemiska reaktioner bland annat i cellplasman och cellkärnan.

## Anaerob respiration
Anaerob respiration görs helt utan närvaro av syre. Det ska inte förväxlas med fermentation (jäsning). Anaerob respiration kan utföras av vissa prokaryoter som använder en annan elektronmottagare än syre, till exempel sulfatjoner. I övrigt liknar det vanlig aerob respiration.  

### Fysisk ansträngning
Vid hög fysisk ansträngning, som konditionsträning, kan pyrodruvsyran tillverkas snabbare än den oxideras. Då uppstår mjölksyra som bryts ned i blodet. När mjölksyran når levern oxideras en del av den till koldioxid och vatten, och en del av syret försvinner på vägen. När man slutat träna kan en hög syrekonsumtion kvarstå tills överflödet av mjölksyra oxiderats. Uppbyggnaden av mjölksyra som senare oxideras sägs skapa en syreskuld. När mjölksyran ansamlas i musklerna kan man drabbas av muskeltrötthet. Ibland påstås det att mjölksyra även orsakar kramp.